# 佐分利眞由奈
佐分利 眞由奈（さぶり まゆな、1997年1月13日 - ）は、日本の女性ファッションモデル、女優。岐阜県出身。ナンバーエイト所属。

## 略歴
2012年、ufufugirlsNAGOYA×MatsuzakayaNAGOYAファッションモデルオーディションのグランプリを獲得。2014年には、東京ガールズコレクションが主催するMiss TGC 2014ファイナリストとなり、girlswalker.com賞を獲得した。

## 出演

### テレビドラマ
- 49（2013年10月6日 - 12月9日、日本テレビ） - クラスメイト 役
- 学校のカイダン（2015年1月10日 - 3月14日、日本テレビ）- 元プラチナ 役
- いつかこの恋を思い出してきっと泣いてしまう（2016年、フジテレビ） - 女子高生 役
- 仮面ライダーエグゼイド（2016年10月2日 - 2017年8月27日、テレビ朝日）- 正親町さつき 役
- 増山超能力師事務所 第1話（2017年1月5日、日本テレビ）
- 貴族探偵 第3話（2017年5月1日、フジテレビ）- 生徒 役
- 花のち晴れ〜花男 Next Season〜（2018年4月17日 - 6月26日、TBS） - 緑川繭子 役
- シグナル 長期未解決事件捜査班（2018年4月24日・5月1日、関西テレビ） - 島田弥生 役
- コンフィデンスマンJP 第6話（2018年5月14日、フジテレビ）
- 人生が楽しくなる幸せの法則 第1話（2019年1月10日、読売テレビ）
- 東京独身男子 第4話（2019年5月11日、テレビ朝日）
- 行列の女神～らーめん才遊記〜 第7話（2020年6月1日、テレビ東京）
- 文豪少年!〜ジャニーズJr.で名作を読み解いた〜 第7話『外科室のある洋館』（2021年5月2日、WOWOW）
- 女子グルメバーガー部2021夏SP（2021年6月27日、テレビ東京）
- しずかちゃんとパパ 第1話（2022年3月13日、NHK BSプレミアム） - ファミレスのスタッフ 役
- 家政夫のミタゾノ 第5シリーズ 第1話（2022年4月22日、テレビ朝日） - 麗華 役
- オクトー 〜感情捜査官 心野朱梨〜 第5話（2022年8月4日、読売テレビ・日本テレビ） - 望月アワコ 役
- すきすきワンワン! 第2話（2023年1月30日、日本テレビ）
- ラストマン-全盲の捜査官- 第2話（2023年4月30日、TBS） - 浮田清美 役
- 春になったら 第1話（2024年1月15日、カンテレ）- 高橋麻里亜 役
- SHUT UP 第6話（2024年1月15日、テレビ東京）

### バラエティ番組
- 枯れ専ですが、何か問題でも? （2019年3月14日、テレビ朝日）
- タモリ倶楽部（2019年6月29日、テレビ朝日）
- それSnow Manにやらせて下さい（2021年2月5日、TBS）
- ヒロミ・指原の“恋のお世話始めました”（2021年4月15日、AbemaTV）
- 私たち鉄印帳はじめます。（2021年10月5日・10月11日・11月12日、BS11）

### 映画
- 女子高（2016年4月9日公開、監督：山本浩貴） - 女子高生 役
- 町田くんの世界（2019年6月7日公開、監督：石井裕也）
- ハッピーメール（2018年8月25日公開、監督：井上春生） - 川澄千尋 役
- 恋するアンチヒーロー THE MOVIE（2019年8月30日公開、監督：小泉剛） - 藤井菜々 役
- 午前0時、キスしに来てよ（2019年12月6日公開、監督：新城毅彦）
- 妖怪人間ベラ（2020年9月11日公開、監督：英勉）  - 今田里香 役
- 十二単衣を着た悪魔（2020年11月6日公開、監督：黒木瞳） - 結季菜 役

### Webドラマ
- 仮面ライダーブレイブ〜Surviveせよ！復活のビーストライダー・スクワッド！〜（2017年2月19日配信開始、東映特撮ファンクラブ） - 正親町さつき 役[3]
- 恋愛ドラマな恋がしたい 第2シリーズ（2018年12月1日 - 2019年2月16日、AbemaTV配信） - さぶりん 役[4]
- 御曹司ボーイズ 第1話 - 第3話（2019年4月28日、AbemaTV） - 『プリンスマリッジ』参加者 役
- 奪い愛、夏（2019年8月8日 - 9月26日、AbemaTV）
- 酒癖50#4（2021年8月5日、AbemaTV）
- 30までにとうるさくて（2022年1月13日 - 、AbemaTV） - 木下夏菜子 役

### ミュージックビデオ
- 西野カナ「トリセツ」（2015年）
- MOSHIMO「電光石火ジェラシー」（2019年）

### コレクション
- 東京ガールズコレクション in 名古屋 2010S/S 2012A/W
- 東京ガールズコレクション 2014S/S
- 静岡コレクション 2014S/S
- 東京ファッションフェスタ 2022
- 名古屋ファッションフェスタ 2023
- 株式会社一蔵 きものコンテスト Universal Kimon Award 2023